# Colobothea fasciatipennis
Colobothea fasciatipennis là một loài bọ cánh cứng trong họ Cerambycidae.